# Campeonato Europeo Femenino Sub-17 de la UEFA 2009-10
El Campeonato Europeo Femenino Sub-17 de la UEFA 2009/10 es la tercera edición de este torneo. Se celebró entre el 8 de abril y el 26 de junio de 2010. Alemania fue la defensora del título pero España ganó la final terminando el partido 0-0 y en la tanda de penaltis por 4–1 contra la República de Irlanda. Esta competencia otorgó 3 cupos a la Copa Mundial Femenina de Fútbol Sub-17 de 2010, que se realizó en Trinidad y Tobago. 

## Primera fase de clasificación
Son diez grupos de cuatro equipos cada uno. 
Los diez ganadores de grupo y los seis mejores segundos avanzan a la segunda ronda de clasificación.
Los equipos en cursiva fueron sede del mini-torneo.

### Grupo 1
| Equipo              | Pts | PJ | PG | PE | PP | GF | GC | Dif |
| ------------------- | --- | -- | -- | -- | -- | -- | -- | --- |
| Inglaterra          | 0   | 0  | 0  | 0  | 0  | 0  | 0  | 0   |
| Gales               | 0   | 0  | 0  | 0  | 0  | 0  | 0  | 0   |
| Bielorrusia         | 0   | 0  | 0  | 0  | 0  | 0  | 0  | 0   |
| Macedonia del Norte | 0   | 0  | 0  | 0  | 0  | 0  | 0  | 0   |

### Grupo 2
| Equipo      | Pts | PJ | PG | PE | PP | GF | GC | Dif |
| ----------- | --- | -- | -- | -- | -- | -- | -- | --- |
| Suiza       | 0   | 0  | 0  | 0  | 0  | 0  | 0  | 0   |
| Italia      | 0   | 0  | 0  | 0  | 0  | 0  | 0  | 0   |
| Islas Feroe | 0   | 0  | 0  | 0  | 0  | 0  | 0  | 0   |
| Georgia     | 0   | 0  | 0  | 0  | 0  | 0  | 0  | 0   |

### Grupo 3
| Equipo  | Pts | PJ | PG | PE | PP | GF | GC | Dif |
| ------- | --- | -- | -- | -- | -- | -- | -- | --- |
| Noruega | 0   | 0  | 0  | 0  | 0  | 0  | 0  | 0   |
| Hungría | 0   | 0  | 0  | 0  | 0  | 0  | 0  | 0   |
| Croacia | 0   | 0  | 0  | 0  | 0  | 0  | 0  | 0   |
| Grecia  | 0   | 0  | 0  | 0  | 0  | 0  | 0  | 0   |

### Grupo 4
| Equipo    | Pts | PJ | PG | PE | PP | GF | GC | Dif |
| --------- | --- | -- | -- | -- | -- | -- | -- | --- |
| Irlanda   | 0   | 0  | 0  | 0  | 0  | 0  | 0  | 0   |
| Dinamarca | 0   | 0  | 0  | 0  | 0  | 0  | 0  | 0   |
| Turquía   | 0   | 0  | 0  | 0  | 0  | 0  | 0  | 0   |
| Eslovenia | 0   | 0  | 0  | 0  | 0  | 0  | 0  | 0   |

### Grupo 5
| Equipo   | Pts | PJ | PG | PE | PP | GF | GC | Dif |
| -------- | --- | -- | -- | -- | -- | -- | -- | --- |
| Bélgica  | 0   | 0  | 0  | 0  | 0  | 0  | 0  | 0   |
| Polonia  | 0   | 0  | 0  | 0  | 0  | 0  | 0  | 0   |
| Rumania  | 0   | 0  | 0  | 0  | 0  | 0  | 0  | 0   |
| Bulgaria | 0   | 0  | 0  | 0  | 0  | 0  | 0  | 0   |

### Grupo 6
| Equipo       | Pts | PJ | PG | PE | PP | GF | GC | Dif |
| ------------ | --- | -- | -- | -- | -- | -- | -- | --- |
| Países Bajos | 0   | 0  | 0  | 0  | 0  | 0  | 0  | 0   |
| Ucrania      | 0   | 0  | 0  | 0  | 0  | 0  | 0  | 0   |
| Kazajistán   | 0   | 0  | 0  | 0  | 0  | 0  | 0  | 0   |
| Moldavia     | 0   | 0  | 0  | 0  | 0  | 0  | 0  | 0   |

### Grupo 7
| Equipo   | Pts | PJ | PG | PE | PP | GF | GC | Dif |
| -------- | --- | -- | -- | -- | -- | -- | -- | --- |
| Alemania | 0   | 0  | 0  | 0  | 0  | 0  | 0  | 0   |
| Francia  | 0   | 0  | 0  | 0  | 0  | 0  | 0  | 0   |
| Islandia | 0   | 0  | 0  | 0  | 0  | 0  | 0  | 0   |
| Israel   | 0   | 0  | 0  | 0  | 0  | 0  | 0  | 0   |

### Grupo 8
| Equipo    | Pts | PJ | PG | PE | PP | GF | GC | Dif |
| --------- | --- | -- | -- | -- | -- | -- | -- | --- |
| Suecia    | 0   | 0  | 0  | 0  | 0  | 0  | 0  | 0   |
| Finlandia | 0   | 0  | 0  | 0  | 0  | 0  | 0  | 0   |
| Letonia   | 0   | 0  | 0  | 0  | 0  | 0  | 0  | 0   |
| Estonia   | 0   | 0  | 0  | 0  | 0  | 0  | 0  | 0   |

### Grupo 9
| Equipo          | Pts | PJ | PG | PE | PP | GF | GC | Dif |
| --------------- | --- | -- | -- | -- | -- | -- | -- | --- |
| Austria         | 0   | 0  | 0  | 0  | 0  | 0  | 0  | 0   |
| República Checa | 0   | 0  | 0  | 0  | 0  | 0  | 0  | 0   |
| Escocia         | 0   | 0  | 0  | 0  | 0  | 0  | 0  | 0   |
| Lituania        | 0   | 0  | 0  | 0  | 0  | 0  | 0  | 0   |

### Grupo 10
| Equipo  | Pts | PJ | PG | PE | PP | GF | GC | Dif |
| ------- | --- | -- | -- | -- | -- | -- | -- | --- |
| España  | 0   | 0  | 0  | 0  | 0  | 0  | 0  | 0   |
| Serbia  | 0   | 0  | 0  | 0  | 0  | 0  | 0  | 0   |
| Rusia   | 0   | 0  | 0  | 0  | 0  | 0  | 0  | 0   |
| Armenia | 0   | 0  | 0  | 0  | 0  | 0  | 0  | 0   |

## Fase de clasificación
| Ganadores de Grupo: 1. Inglaterra 2. Suiza 3. Noruega 4. Irlanda 5. Bélgica 6. Países Bajos 7. Alemania 8. Suecia 9. Austria 10. España | Mejores 6 segundos de grupo: - Dinamarca - Finlandia - Italia - Polonia - Serbia - Ucrania |

### Ranking de los mejores segundos puestos
Los 6 mejores segundos lugares de los 10 grupos pasarán a la siguiente ronda junto a los ganadores de cada grupo. (Se contabilizan los resultados obtenidos en contra de los campeones y los terceros lugares de cada grupo).
| Grp | Equipo          | PJ | PG | PE | PP | GF | GC | DG | Pts |
| --- | --------------- | -- | -- | -- | -- | -- | -- | -- | --- |
| 5   | Polonia         | 2  | 1  | 1  | 0  | 4  | 1  | +3 | 4   |
| 10  | Serbia          | 2  | 1  | 1  | 0  | 4  | 3  | +1 | 4   |
| 2   | Italia          | 2  | 1  | 0  | 1  | 8  | 2  | +6 | 3   |
| 6   | Ucrania         | 2  | 1  | 0  | 1  | 7  | 3  | +5 | 3   |
| 8   | Finlandia       | 2  | 1  | 0  | 1  | 6  | 4  | +2 | 3   |
| 4   | Dinamarca       | 2  | 1  | 0  | 1  | 3  | 1  | +2 | 3   |
| 9   | República Checa | 2  | 1  | 0  | 1  | 6  | 5  | +1 | 3   |
| 7   | Francia         | 2  | 1  | 0  | 1  | 2  | 2  | 0  | 3   |
| 1   | Gales           | 2  | 1  | 0  | 1  | 2  | 3  | –1 | 3   |
| 3   | Hungría         | 2  | 1  | 0  | 1  | 4  | 7  | –3 | 3   |

## Segunda fase de clasificación
Los diez ganadores de grupo y los seis mejores segundos participan en esta fase de clasificación.
Los ganadores de cada grupo avanzaron a la ronda final.
Los equipos en cursiva fueron sede del mini-torneo.

### Grupo 1
| Equipo       | Pts | PJ | PG | PE | PP | GF | GC | DIF |
| ------------ | --- | -- | -- | -- | -- | -- | -- | --- |
| Países Bajos | 9   | 3  | 3  | 0  | 0  | 5  | 1  | 4   |
| Italia†      | 4   | 3  | 1  | 1  | 1  | 6  | 3  | 3   |
| Inglaterra   | 4   | 3  | 1  | 1  | 1  | 4  | 3  | 1   |
| Serbia       | 0   | 3  | 0  | 0  | 1  | 2  | 10 | -8  |

| 8 de abril de 2010, 15:00 | Inglaterra                      | 3:1 (2:0) | Serbia    |                                  |                                  |
|                           | Wilkinson 5', 40+2' Aiysi 80+6' | Reporte   | Papov 61' | Árbitro(s): Marte Soro (Noruega) | Árbitro(s): Marte Soro (Noruega) |

| 8 de abril de 2010, 15:00 | Países Bajos         | 2:0 (2:0) | Italia |                                         |                                         |
|                           | Zeeman 4' Renfurm 8' | Reporte   |        | Árbitro(s): Lina Lehtovaara (Finlandia) | Árbitro(s): Lina Lehtovaara (Finlandia) |

| 10 de abril de 2010, 15:00 | Inglaterra | 0:0 (0:0) | Italia |                                                |                                                |
|                            |            | Reporte   |        | Árbitro(s): Marcia Monteiro Pejapes (Portugal) | Árbitro(s): Marcia Monteiro Pejapes (Portugal) |

| 10 de abril de 2010, 15:00 | Serbia | 0:1 (0:1) | Países Bajos |                                  |                                  |
|                            |        | Reporte   | Bakker 22'   | Árbitro(s): Marte Soro (Noruega) | Árbitro(s): Marte Soro (Noruega) |

| 13 de abril de 2010, 15:00 | Países Bajos                       | 2:1 (0:0) | Inglaterra    |                                                |                                                |
|                            | Zeeman 58' (pen.) Schoenmakers 76' | Reporte   | Wilkinson 56' | Árbitro(s): Marcia Monteiro Pejapes (Portugal) | Árbitro(s): Marcia Monteiro Pejapes (Portugal) |

| 13 de abril de 2010, 15:00 | Italia                                                             | 6:1 (3:0) | Serbia        |                                         |                                         |
|                            | Pugnali 13' Alborghetti 15' (pen.) Mason 24' Moscia 53' Piai 80+2' | Reporte   | Savanović 69' | Árbitro(s): Lina Lehtovaara (Finlandia) | Árbitro(s): Lina Lehtovaara (Finlandia) |

- † Se asignó como sede del grupo dicho país.

### Grupo 2
| Team      | J | G | E | P | GF | GC | DG | Pts |
| --------- | - | - | - | - | -- | -- | -- | --- |
| España    | 3 | 2 | 1 | 0 | 7  | 1  | +6 | 7   |
| Dinamarca | 3 | 2 | 0 | 1 | 4  | 5  | −1 | 6   |
| Suiza     | 3 | 0 | 2 | 1 | 0  | 2  | −2 | 2   |
| Bélgica   | 3 | 0 | 1 | 2 | 0  | 3  | −3 | 1   |

| 10 de abril de 2010, 11:00 | Suiza | 0 – 0            | Bélgica | Ciudad del Fútbol, Madrid, España, |                                   |
|                            |       | [Report Reporte] |         | Árbitro(s): Nelli Stepanyan (ARM)  | Árbitro(s): Nelli Stepanyan (ARM) |

| 10 de abril de 2010, 13:00 | España                                                    | 5 – 1            | Dinamarca   | Ciudad del Fútbol, Madrid, España, |                                |
|                            | Pinel 2 ', 51' · Mérida 23 ', 63' · Putellas Segura 40+5' | [Report Reporte] | Iversen 57' | Árbitro(s): Vesna Mladin (CRO)     | Árbitro(s): Vesna Mladin (CRO) |

| 12 de abril de 2010, 17:30 | Suiza | 0 – 2            | Dinamarca                | Ciudad del Fútbol, Madrid, España, |                                |
|                            |       | [Report Reporte] | Jensen 28' · Neilsen 31' | Árbitro(s): Riem Hussein (GER)     | Árbitro(s): Riem Hussein (GER) |

| 12 de abril de 2010, 19:30 | Bélgica | 0 – 2            | España                    | Ciudad del Fútbol, Madrid, España, |                                   |
|                            |         | [Report Reporte] | Tazo 80+1' · García 80+3' | Árbitro(s): Nelli Stepanyan (ARM)  | Árbitro(s): Nelli Stepanyan (ARM) |

| 15 de abril de 2010, 12:00 | España | 0 – 0            | Suiza | Ciudad del Fútbol, Madrid, España, |                                |
|                            |        | [Report Reporte] |       | Árbitro(s): Vesna Mladin (CRO)     | Árbitro(s): Vesna Mladin (CRO) |

| 15 de abril de 2010, 12:00 | Dinamarca   | 1 – 0            | Bélgica | Ciudad del Fútbol, Madrid, España, |                                |
|                            | Neilsen 66' | [Report Reporte] |         | Árbitro(s): Riem Hussein (GER)     | Árbitro(s): Riem Hussein (GER) |

### Grupo 3
| Team     | J | G | E | P | GF | GC | DG | Pts |
| -------- | - | - | - | - | -- | -- | -- | --- |
| Irlanda  | 3 | 2 | 1 | 0 | 6  | 3  | +3 | 7   |
| Suecia   | 3 | 2 | 0 | 1 | 11 | 3  | +8 | 6   |
| Polonia  | 3 | 0 | 2 | 1 | 4  | 7  | −3 | 2   |
| Ucrania† | 3 | 0 | 1 | 2 | 3  | 11 | −8 | 1   |

| 10 de abril de 2010, 12:00 | Irlanda                                    | 3 – 1            | Ucrania        | Fiolent, Simferopol, Ucrania,        |                                      |
|                            | Gorman 14' · Donnelly 61' · O'Sullivan 74' | [Report Reporte] | Vorontsova 38' | Árbitro(s): Giovanna Farinelli (ITA) | Árbitro(s): Giovanna Farinelli (ITA) |

| 10 de abril de 2010, 15:00 | Suecia                                                 | 4 – 1            | Polonia         | Sport KT Arena, Simferopol, Ucrania, |                                     |
|                            | J. Andersson 21 ', 35' · Rubensson 29' · Stegius 80+2' | [Report Reporte] | Krolikowska 47' | Árbitro(s): Danijela Markovic (SRB)  | Árbitro(s): Danijela Markovic (SRB) |

| 13 de abril de 2010, 12:00 | Suecia                                                                                      | 6 – 0            | Ucrania | Fiolent, Simferopol, Ucrania,    |                                  |
|                            | P. Andersson 14' · Rolfö 23 ', 26' · J. Andersson 48' · Rubensson 65' (pen.) · Holmgrem 77' | [Report Reporte] |         | Árbitro(s): Severine Zinck (FRA) | Árbitro(s): Severine Zinck (FRA) |

| 13 de abril de 2010, 15:00 | Polonia     | 1 – 1            | Irlanda               | Sport KT Arena, Simferopol, Ucrania, |                                     |
|                            | Cichosz 24' | [Report Reporte] | McLaughlin 11' (pen.) | Árbitro(s): Danijela Markovic (SRB)  | Árbitro(s): Danijela Markovic (SRB) |

| 15 de abril de 2010, 15:00 | Irlanda                           | 2 – 1            | Suecia      | Sport KT Arena, Simferopol, Ucrania, |                                      |
|                            | Jarrett 58' (pen.) · Campbell 66' | [Report Reporte] | Ericsson 2' | Árbitro(s): Giovanna Farinelli (ITA) | Árbitro(s): Giovanna Farinelli (ITA) |

| 15 de abril de 2010, 15:00 | Ucrania          | 2 – 2            | Polonia                    | Fiolent, Simferopol, Ucrania,    |                                  |
|                            | Tyelna 21 ', 35' | [Report Reporte] | Cichosz 24' · Gusciora 24' | Árbitro(s): Severine Zinck (FRA) | Árbitro(s): Severine Zinck (FRA) |

### Grupo 4
| Team      | J | G | E | P | GF | GC | DG | Pts |
| --------- | - | - | - | - | -- | -- | -- | --- |
| Alemania  | 3 | 3 | 0 | 0 | 8  | 0  | +8 | 9   |
| Noruega   | 3 | 2 | 0 | 1 | 3  | 5  | −2 | 6   |
| Austria†  | 3 | 1 | 0 | 2 | 1  | 2  | −1 | 3   |
| Finlandia | 3 | 0 | 0 | 3 | 1  | 6  | −5 | 0   |

| 10 de abril de 2010, 11:00 | Noruega                         | 2 – 1            | Finlandia     | Sportzentrum, Trumau, Austria,       |                                      |
|                            | Birkeland 31' · Halvorsen 40+1' | [Report Reporte] | Liljedahl 12' | Árbitro(s): Mayte Porro Araico (ESP) | Árbitro(s): Mayte Porro Araico (ESP) |

| 10 de abril de 2010, 17:00 | Austria | 0 – 1            | Alemania      | Sportzentrum, Trumau, Austria,           |                                          |
|                            |         | [Report Reporte] | Petermann 26' | Árbitro(s): Anastasia Pustovoitova (RUS) | Árbitro(s): Anastasia Pustovoitova (RUS) |

| 12 de abril de 2010, 11:00 | Alemania                                                       | 4 – 0            | Noruega | Sportzentrum, Trumau, Austria,       |                                      |
|                            | Chojnowski 10' · Thorisdottir 32' (o.g.) · Petermann 34 ', 56' | [Report Reporte] |         | Árbitro(s): Helen Fulcher-Ward (ENG) | Árbitro(s): Helen Fulcher-Ward (ENG) |

| 12 de abril de 2010, 19:00 | Austria      | 1 – 0            | Finlandia | Lindabrunn, Lindabrunn, Austria,     |                                      |
|                            | Zadrazil 47' | [Report Reporte] |           | Árbitro(s): Mayte Porro Araico (ESP) | Árbitro(s): Mayte Porro Araico (ESP) |

| 15 de abril de 2010, 16:00 | Austria | 0 – 1            | Noruega       | Wienerwaldstadion, Neulengbach, Austria, |                                      |
|                            |         | [Report Reporte] | Hegerberg 76' | Árbitro(s): Helen Fulcher-Ward (ENG)     | Árbitro(s): Helen Fulcher-Ward (ENG) |

| 15 de abril de 2010, 11:00 | Finlandia | 0 – 3            | Alemania                              | Sportzentrum, Trumau, Austria,           |                                          |
|                            |           | [Report Reporte] | Moik 15' · Petermann 33' · Romert 58' | Árbitro(s): Anastasia Pustovoitova (RUS) | Árbitro(s): Anastasia Pustovoitova (RUS) |

- † – Denotes host nation for respective Grupo

## Fase final
Las ganadoras de las semifinales acceden directamente a la Copa Mundial Femenina de Fútbol Sub-17 de 2010 en Trinidad y Tobago. Las perdedores de las semifinales se enfrentan en el partido por el tercer puesto para determinar la última plaza del mundial.
|  | Semifinales                                 | Semifinales                                 |       |                                             | Final                                       | Final |  |
|  |                                             |                                             |       |                                             |                                             |       |  |
|  |                                             |                                             |       |                                             |                                             |       |  |
|  | Colovray (Nyon), Suiza, 22 de junio de 2010 |                                             |       |                                             |                                             |       |  |
|  | Países Bajos                                | 0                                           |       |                                             |                                             |       |  |
|  | España                                      | 3                                           |       |                                             |                                             |       |  |
|  |                                             |                                             |       |                                             |                                             |       |  |
|  |                                             |                                             |       |                                             | Colovray (Nyon), Suiza, 26 de junio de 2010 |       |  |
|  |                                             |                                             |       |                                             | España (p)                                  | 0 (4) |  |
|  |                                             | Irlanda                                     | 0 (1) |                                             |                                             |       |  |
|  |                                             |                                             |       |                                             |                                             |       |  |
|  |                                             |                                             |       |                                             |                                             |       |  |
|  |                                             |                                             |       |                                             | Tercer lugar                                |       |  |
|  | Colovray (Nyon), Suiza, 22 de junio de 2010 | Colovray (Nyon), Suiza, 22 de junio de 2010 |       | Colovray (Nyon), Suiza, 26 de junio de 2010 | Colovray (Nyon), Suiza, 26 de junio de 2010 |       |  |
|  | Irlanda                                     | 1                                           |       | Países Bajos                                | 0                                           |       |  |
|  | Alemania                                    | 0                                           |       |                                             | Alemania                                    | 3     |  |

### Semifinales
| 22 de junio de 2010, 14:30 | Países Bajos | 0:3(0:1) | España                               | Colovray Stadium, Nyon, Suiza     |                                   |
|                            |              | Reporte  | Sampredro 32' Pinel 52' Lazaro 80+3' | Árbitro(s): Morag Pirie (Escocia) | Árbitro(s): Morag Pirie (Escocia) |

| 22 de junio de 2010, 19:00 | Irlanda      | 1:0 (1:0) | Alemania | Colovray Stadium, Nyon, Suiza              |                                            |
|                            | Campbell 38' | Reporte   |          | Árbitro(s): Anastasia Pustovoitova (Rusia) | Árbitro(s): Anastasia Pustovoitova (Rusia) |

### Tercer puesto
| 26 de junio de 2010, 16:30 | Países Bajos | 0:3 (0:1) | Alemania                                 | Colovray Stadium, Nyon, Suiza     |                                   |
|                            |              | Reporte   | Petermann 23' Leupolz 56' Chojnowski 70' | Árbitro(s): Morag Pirie (Escocia) | Árbitro(s): Morag Pirie (Escocia) |

### Final
| 26 de junio de 2010, 13:30 | España | 0:0     | Irlanda | Colovray Stadium, Nyon, Suiza              |                                            |
|                            |        | Reporte |         | Árbitro(s): Anastasia Pustovoitova (Rusia) | Árbitro(s): Anastasia Pustovoitova (Rusia) |

| Definición por penales |  |     |  |         |
| Mérida                 |  | 1:0 |  | Jarrett |
| Gutiérrez              |  | 2:0 |  | Gleeson |
| Sampedro               |  | 3:1 |  | O'Brien |
| Catala                 |  | 4:1 |  |         |

| Bandera de España |
| Campeón ESPAÑA    |
| Primer título     |